# أودري كاواساكي
أودري كاواساكي (بالإنجليزية: Audrey Kawasaki)‏ هي رسامة أمريكية، ولدت في 31 مارس 1982 في لوس أنجلوس في الولايات المتحدة.

## وصلات خارجية
- الموقع الرسمي